# Maku ga Agaru
Maku ga Agaru (幕が上がる) é um filme japonês do género comédia, realizado por Katsuyuki Motohiro e escrito por Kohei Kiyasu, com base na obra homónima de Oriza Hirata. Foi protagonizado pelo girl group japonês Momoiro Clover Z. Estreou-se no Japão a 28 de fevereiro de 2015.

## Elenco
- Kanako Momota
- Shiori Tamai
- Ayaka Sasaki
- Momoka Ariyasu
- Reni Takagi
- Haru Kuroki
- Tsuyoshi Muro

## Música
A música-tema do filme é "Seishunfu" interpretada por Momoiro Clover Z.

## Receção
Até 1 de março de 2015, o filme arrecadou 134 072 milhões de ienes na bilheteira japonesa.